# Josef Adelbrecht
Josef Adelbrecht (* 8. Jänner 1910; † 15. September 1941) war ein österreichischer Fußballspieler auf der Position eines Stürmers.

## Leben
Josef Adelbrecht begann seine Profikarriere bei der Vienna im Jahre 1928. Mit den Döblinger gewann der Stürmer insgesamt je zwei Mal den österreichischen Cup (1929, 1930) und die Meisterschaft (1931, 1933). Sein größter Erfolg in dieser Zeit war jedoch der Gewinn des Mitropacups, dem Vorläufer des heutigen Europapokals, im Jahre 1931. Im Finale konnte Josef Adelbrecht einen Treffer zum Sieg im 2:3 im Hinspiel in Zürich gegen den Wiener AC zum zwischenzeitlichen 2:2 beitragen. Das Rückspiel gewann die Vienna ebenfalls auf der Wiener Hohen Warte. Im Jahre 1934 entschloss sich Josef Adelbrecht, wie mehrere österreichische Fußballprofis, nach Frankreich zu gehen. Dort kam er allerdings nur selten beim Racing Club de Paris zum Einsatz und verließ den Verein im Jahre 1935. Danach war er in der Schweiz beim Grasshopper Club Zürich tätig.
Nach eineinhalb Jahren im Ausland kehrte Josef Adelbrecht im Jänner 1936 zurück nach Wien und spielte zunächst eineinhalb Saisonen für die Austria Wien. 1937 wechselte er von den Violetten nach Hütteldorf und spielte eine Saison für die Grün-Weißen. In dieser Saison konnte er mit Rapid zum dritten Male österreichischer Meister werden. In den folgenden Jahren absolvierte der Stürmer noch einige Spiele für Austro Fiat, Red Star Wien und Floridsdorfer AC, ehe sein früher Tod seine Karriere beendete.
Josef Adelbrecht war in den Jahren 1930 bis 1933 insgesamt drei Mal für die österreichische Nationalmannschaft im Einsatz. Ein Spiel absolvierte er während der Ära des Wunderteams. Sein Debüt gab er am 1. Juni 1930 bei der 2:1-Niederlage gegen Ungarn, wo er auch den Treffer der Österreicher erzielte.
Zu Beginn des Zweiten Weltkrieges schien er in keiner Aufstellung des FK Austria auf. Im März 1940 wurde er zur Wehrmacht eingezogen und er diente im Infanterie-Regiment 235. Am 15. September 1941 fiel er während des Überfalls auf Russland in Iwaschkowo, etwa hundert Kilometer nordwestlich von Moskau.

## Stationen
- First Vienna FC 1894 (1928–1934)
- Racing Club de Paris (1934/35)
- Grasshopper Club Zürich (1935)
- FK Austria Wien (1936–1937)
- Rapid Wien (1937–1938)
- SC Austro Fiat Wien (1938)
- SC Red Star Wien (1939)
- Floridsdorfer AC (1941)

## Sportliche Erfolge
- 1 × Mitropacupsieger: 1931
- 3 × Österreichischer Meister: 1930/31, 1932/33, 1937/38
- 2 × Österreichischer Pokalsieger: 1928/29, 1929/30
- 3 Länderspiele für Österreich (1931–1933)